# Campionati italiani assoluti di ginnastica artistica 2013
I Campionati Assoluti di ginnastica artistica 2013 sono la 75ª edizione dei Campionati italiani assoluti di ginnastica artistica. Si svolgono ad Ancona, al PalaRossini, il 25 e 26 maggio 2013.
Questa occasione è anche il primo evento, dedicato a Pietro Mennea, dell'iniziativa chiamata Sport Modello di Vita, inventata dall'Agenzia dei Giovani in collaborazione con 6 federazioni sportive affiliate al CONI, per promuovere lo sport come mezzo per la tutela della salute, per l'inclusione sociale e per il rispetto del prossimo.
Numerose ginnaste di alto livello sono assenti: Vanessa Ferrari, campionessa in carica, è a riposo per recuperare dall'infortunio al piede patito a Jesolo; Carlotta Ferlito è impegnata nella preparazione dell'esame di maturità; Enus Mariani, campionessa europea juniores, non è stata inserita nelle liste d'ammissione federali; Francesca Deagostini, dopo aver riacquistato l'idoneità sportiva, è ancora a riposo. Anche Lara Mori, Jessica Mattoni e Federica Macrì non partecipano.
Arianna Rocca (Forza e Virtù) conferma il titolo al volteggio conquistato nel 2012 a Catania, così come Giorgia Campana (Nuova Tor Sapienza) si conferma campionessa alle parallele asimmetriche; Elisabetta Preziosa (C. S. olimpico dell'Esercito) riconquista la vittoria alla trave; Tea Ugrin, già vincitrice dell'all-around, vince anche al corpo libero.

## Programma
- Sabato 25: concorso generale
- Domenica 26: finale di specialità

## Risultati
| Evento                 | Oro                 | Punti  | Argento             | Punti  | Bronzo             | Punti  |
| Podio maschile         |                     |        |                     |        |                    |        |
| Concorso individuale   | Ludovico Edalli     | 85,450 | Enrico Pozzo        | 84,400 | Paolo Principi     | 83,150 |
| Corpo libero           | Paolo Principi      | 14,600 | Andrea Cingolani    | 14,150 | Tommaso De Vecchis | 13,950 |
| Cavallo con maniglie   | Alberto Busnari     | 14,600 | Lorenzo Ticchi      | 14,050 | Ludovico Edalli    | 13,950 |
| Anelli                 | Paolo Ottavi        | 14,900 | Andrea Cingolani    | 14,700 | Marco Lodadio      | 14,450 |
| Volteggio              | Andrea Cingolani    | 14,875 | Paolo Principi      | 14,425 | Marco Lodadio      | 13,750 |
| Parallele simmetriche  | Ludovico Edalli     | 14,850 | Lorenzo Ticchi      | 14,450 | Paolo Ottavi       | 14,000 |
| Sbarra                 | Paolo Principi      | 14,700 | Paolo Ottavi        | 14,650 | Lorenzo Ticchi     | 14,550 |
| Podio femminile        |                     |        |                     |        |                    |        |
| Concorso individuale   | Tea Ugrin           | 56,300 | Elisa Meneghini     | 55,550 | Giorgia Campana    | 55,200 |
| Corpo libero           | Tea Ugrin           | 14,150 | Elisabetta Preziosa | 13,800 | Giulia Leni        | 13,600 |
| Trave                  | Elisabetta Preziosa | 14,250 | Arianna Rocca       | 13,250 | Tea Ugrin          | 13,100 |
| Parallele asimmetriche | Giorgia Campana     | 14,050 | Chiara Gandolfi     | 13,600 | Giulia Leni        | 13,200 |
| Volteggio              | Arianna Rocca       | 14,025 | Serena Bugani       | 13,900 | Giulia Leni        | 13,750 |

## Ginnastica artistica femminile

### Concorso individuale
| Pos.    | Ginnasta            | Attrezzo  | Attrezzo  | Attrezzo | Attrezzo     | Totale |
| Pos.    | Ginnasta            | Volteggio | Parallele | Trave    | Corpo libero | Totale |
| ------- | ------------------- | --------- | --------- | -------- | ------------ | ------ |
| Oro     | Tea Ugrin           | 13,900    | 13,850    | 14,350   | 14,200       | 56,300 |
| Argento | Elisa Meneghini     | 13,950    | 13,800    | 14,300   | 13,500       | 55,550 |
| Bronzo  | Giorgia Campana     | 13,800    | 14,150    | 14,100   | 13,150       | 55.200 |
| 4       | Martina Rizzelli    | 14,300    | 13,600    | 13,050   | 13,450       | 54.400 |
| 5       | Elisabetta Preziosa | 13,950    | 12,650    | 13.250   | 13,600       | 53.450 |
| 6       | Sofia Busato        | 13,800    | 12,800    | 13,200   | 12,950       | 52,750 |
| 7       | Alessia Leolini     | 13,600    | 12,850    | 12,750   | 13,150       | 52,350 |
| 8       | Erika Fasana        | 14,250    | 12,400    | 11,800   | 13,600       | 52,050 |
| 9       | Martine Buro        | 13,850    | 12,150    | 12,850   | 13,200       | 52,050 |
| 10      | Adriana Crisci      | 14,350    | 12,450    | 12,450   | 12,500       | 51,750 |
| 11      | Nicole Terlenghi    | 12,900    | 12,050    | 13,300   | 13,450       | 51,700 |
| 12      | Chiara Imeraj       | 12,900    | 13,250    | 12,600   | 12,950       | 51,700 |
| 13      | Alessia Praz        | 12,750    | 12,700    | 12,800   | 13,200       | 51,450 |
| 14      | Giorgia Morera      | 13,100    | 12,600    | 12,600   | 12,700       | 51,000 |
| 15      | Arianna Rocca       | 14,000    | 10,800    | 13,350   | 12,300       | 50,450 |
| 16      | Sofia Bonistalli    | 13,400    | 12,250    | 11,950   | 12,800       | 50,400 |
| 17      | Joana Favaretto     | 13,400    | 11,100    | 12,700   | 13,000       | 50,200 |
| 18      | Giulia Paglia       | 14,150    | 12,250    | 11,350   | 12,300       | 50,050 |
| 19      | Pilar Rubagotti     | 12,750    | 11,450    | 12,450   | 13,100       | 49,750 |

### Corpo libero
| Posizione | Ginnasta            | D Score | E Score | Pen. | Totale |
| --------- | ------------------- | ------- | ------- | ---- | ------ |
| Oro       | Tea Ugrin           | 5,300   | 8,850   | —    | 14,150 |
| Argento   | Elisabetta Preziosa | 5,200   | 8,600   | —    | 13,800 |
| Bronzo    | Giulia Leni         | 5,100   | 8,500   | —    | 13,600 |
| 4         | Erika Fasana        | 5,400   | 8,050   | -    | 13,450 |
| 5         | Elisa Meneghini     | 5,100   | 8,150   | -    | 13,250 |
| 6         | Nicole Terlenghi    | 5,200   | 7,250   | —    | 12,450 |

### Volteggio
| Pos.    | Ginnasta      | D. Score | E. Score | Penalità | 1° Parziale | D. Score | E. Score | Penalità | 2° Parziale | Totale |
| ------- | ------------- | -------- | -------- | -------- | ----------- | -------- | -------- | -------- | ----------- | ------ |
| Oro     | Arianna Rocca | 5,200    | 8,900    | 0,100    | 14,000      | 5,000    | 9,050    | —        | 14,050      | 14,020 |
| Argento | Serena Bugani | 5,800    | 8,600    | 0,100    | 14,300      | 4,600    | 8,900    | —        | 13,500      | 13,900 |
| Bronzo  | Giulia Leni   | 5,000    | 9,000    | -        | 14,150      | 4,400    | 8,900    | —        | 13,300      | 13,720 |

### Parallele asimmetriche
| Posizione | Ginnasta         | D Score | E Score | Pen. | Totale |
| --------- | ---------------- | ------- | ------- | ---- | ------ |
| Oro       | Giorgia Campana  | 5,800   | 8,250   | —    | 14,050 |
| Argento   | Chiara Gandolfi  | 5,300   | 8,300   | —    | 13,600 |
| Bronzo    | Giulia Leni      | 5,400   | 7,800   | —    | 13,200 |
| 4         | Tea Ugrin        | 5,600   | 7,350   | —    | 12,950 |
| 5         | Elisa Meneghini  | 5,200   | 7,500   | —    | 12,700 |
| 6         | Martina Rizzelli | 5,400   | 7,700   | —    | 12,400 |

### Trave
| Rank    | Gymnast             | D Score | E Score | Pen. | Total  |
| ------- | ------------------- | ------- | ------- | ---- | ------ |
| Oro     | Elisabetta Preziosa | 6,100   | 8,150   | —    | 14,250 |
| Argento | Arianna Rocca       | 5,300   | 7,950   | —    | 13,250 |
| Bronzo  | Tea Ugrin           | 5,800   | 7,300   | —    | 13,100 |
| 4       | Giorgia Campana     | 5,700   | 7,300   | —    | 13,000 |
| 5       | Elisa Meneghini     | 5,500   | 7,450   | —    | 12,950 |
| 6       | Nicole Terlenghi    | 4,300   | 7,400   | —    | 11,700 |

## Ginnastica artistica maschile

### Concorso individuale
| Posizione | Ginnasta           | Corpo libero | Cavallo | Anelli | Volteggio | Parallele | Sbarra | Totale |
| --------- | ------------------ | ------------ | ------- | ------ | --------- | --------- | ------ | ------ |
| Oro       | Ludovico Edalli    | 14,050       | 14,200  | 14,150 | 14,100    | 14,350    | 14,600 | 85,450 |
| Argento   | Enrico Pozzo       | 14,550       | 13,650  | 14,600 | 14,600    | 13,200    | 14,550 | 85,400 |
| Bronzo    | Paolo Principi     | 13,900       | 13,900  | 14,850 | 14,250    | 14,000    | 14,100 | 85,150 |
| 4         | Paolo Ottavi       | 14,250       | 14,350  | 12,350 | 14,550    | 13,650    | 13,350 | 85,000 |
| 5         | Andrea Cingolani   | 15,100       | 12,900  | 14,650 | 14,800    | 13,350    | 13,350 | 84,150 |
| 6         | Nicola Bartolini   | 14,000       | 13,950  | 12,850 | 14,800    | 12,850    | 13,850 | 82,300 |
| 7         | Lorenzo Ticchi     | 12,550       | 13,450  | 13,950 | 14,250    | 13,800    | 14,100 | 82,100 |
| 8         | Tommaso De Vecchis | 14,050       | 12,600  | 13,400 | 13,700    | 12,650    | 13,700 | 80,100 |

### Corpo libero
| Posizione | Ginnasta           | D Score | E Score | Pen. | Totale |
| --------- | ------------------ | ------- | ------- | ---- | ------ |
| Oro       | Paolo Principi     | 5,900   | 8,700   | —    | 14,600 |
| Argento   | Andrea Cingolani   | 6,200   | 7,950   | —    | 14,150 |
| Bronzo    | Tommaso De Vecchis | 5,300   | 8,650   | —    | 13,950 |
| 4         | Marco Lodadio      | 5,700   | 8,000   | —    | 13,700 |
| 5         | Nicola Bartolini   | 5,400   | 7,400   | —    | 12,800 |

### Cavallo con maniglie
| Posizione | Ginnasta         | D Score | E Score | Pen. | Totale |
| --------- | ---------------- | ------- | ------- | ---- | ------ |
| Oro       | Alberto Busnari  | 5,900   | 8,700   | —    | 14,600 |
| Argento   | Lorenzo Ticchi   | 5,600   | 8,450   | —    | 14,050 |
| Bronzo    | Ludovico Edalli  | 5,600   | 8,350   | —    | 13,950 |
| 4         | Nicola Bartolini | 5,200   | 8,700   | —    | 13,900 |
| 5         | Paolo Ottavi     | 5,000   | 8,300   | —    | 13,300 |
| 6         | Paolo Principi   | 5,800   | 6,750   | —    | 12,550 |

### Anelli
| Posizione | Ginnasta         | D Score | E Score | Pen. | Totale |
| --------- | ---------------- | ------- | ------- | ---- | ------ |
| Oro       | Paolo Ottavi     | 6,100   | 8,800   | —    | 14,900 |
| Argento   | Andrea Cingolani | 6,300   | 8,400   | —    | 14,700 |
| Bronzo    | Marco Lodadio    | 6,000   | 8,450   | —    | 14,450 |
| 4         | Paolo Principi   | 5,500   | 8,850   | —    | 14,350 |
| 5         | Lorenzo Ticchi   | 5,600   | 8,300   | —    | 13,900 |
| 6         | Marco Sarrugerio | 4,800   | 7,650   | —    | 12,450 |

### Volteggio
| Pos.    | Ginnasta         | D. Score | E. Score | Penalità | 1° Parziale | D. Score | E. Score | Penalità | 2° Parziale | Totale |
| ------- | ---------------- | -------- | -------- | -------- | ----------- | -------- | -------- | -------- | ----------- | ------ |
| Oro     | Andrea Cingolani | 5,600    | 9,600    | —        | 15,200      | 5,600    | 8,950    | —        | 14,550      | 14,875 |
| Argento | Paolo Principi   | 5,200    | 9,250    | —        | 14,450      | 5,200    | 9,200    | —        | 14,400      | 14,425 |
| Bronzo  | Marco Lodadio    | 5,600    | 8,550    | 0,300    | 13,850      | 5,600    | 8,150    | 0,100    | 13,650      | 13,750 |
| 4       | Nicola Bartolini | 5,200    | 9,350    | —        | 14,550      | 3,200    | 9,450    | —        | 12,650      | 13,600 |

### Parallele Simmetriche
| Rank    | Gymnast          | D Score | E Score | Pen. | Total  |
| ------- | ---------------- | ------- | ------- | ---- | ------ |
| Oro     | Ludovico Edalli  | 6,000   | 8,850   | —    | 14,850 |
| Argento | Lorenzo Ticchi   | 6,100   | 8,350   | —    | 14,450 |
| Bronzo  | Paolo Ottavi     | 5,400   | 8,600   | —    | 14,000 |
| 4       | Giancarlo Polini | 5,300   | 8,250   | —    | 13,550 |
| 5       | Andrea Cingolani | 4,700   | 8,700   | —    | 13,400 |

### Sbarra
| Posizione | Ginnasta        | D Score | E Score | Pen. | Totale |
| --------- | --------------- | ------- | ------- | ---- | ------ |
| Oro       | Paolo Principi  | 5,900   | 8,880   | —    | 14,700 |
| Argento   | Paolo Ottavi    | 6,100   | 8,550   | —    | 14,650 |
| Bronzo    | Lorenzo Chicchi | 5,600   | 8,950   | —    | 14,550 |
| 4         | Ludovico Edalli | 6,000   | 8,450   | —    | 14,450 |
| 5         | Carlo Macchini  | 5,600   | 7,850   | —    | 13,450 |